# 우크라이나군 참모부

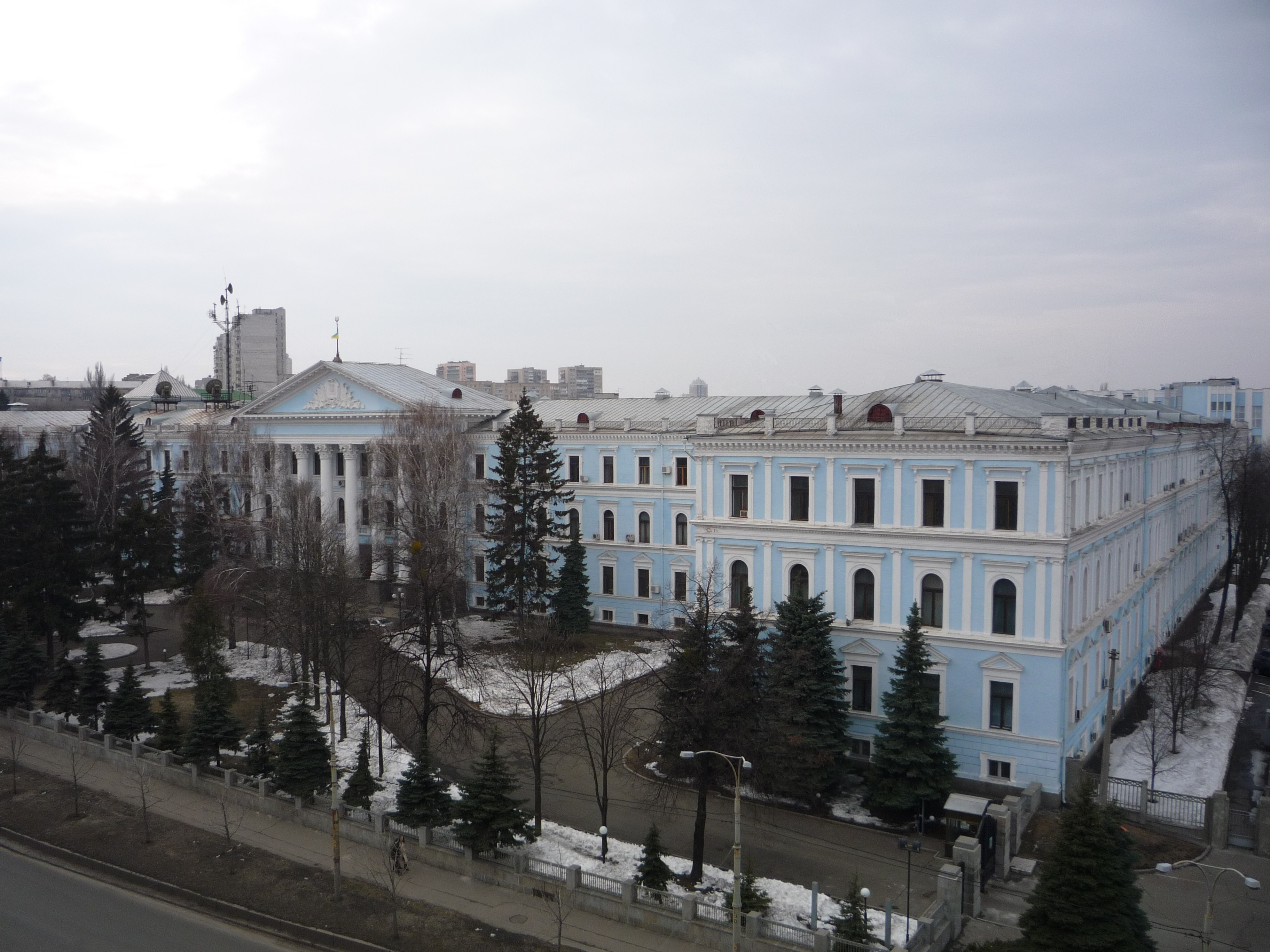

우크라이나군 참모부(우크라이나어: Генеральний штаб Збройних сил Украѕни)는 우크라이나군의 참모이다. 이는 국군청의 중앙 기관이며 우크라이나 국방부 산하 군대의 작전 관리를 감독한다.
우크라이나군 참모부는 국군 최고사령관인 우크라이나의 대통령이 임명한다. 2020년 3월 28일부터 우크라이나군 총사령관직이 참모총장직에서 분리되었다. 현 참모총장은 아나톨리 바르힐레비치(Anatoliy Barhylevych)이고, 총사령관은 올렉산드르 시르스키이다.
참모진은 1991~92년 구소련군의 키이우 군사지구 본부를 기반으로 창설됐다.